# Lype excisa
Lype excisa là một loài Trichoptera trong họ Psychomyiidae. Chúng phân bố ở miền Cổ bắc.